# Przywrócony Kościół Jezusa Chrystusa
Przywrócony Kościół Jezusa Chrystusa – kościół należący do grona denominacji Świętych w Dniach Ostatnich, założony w 1985 r. w Los Angeles. Misją Kościoła jest służyć wszystkim ludziom, niezależnie od ich wieku, rasy, płci i orientacji seksualnej. Przywrócony Kościół Jezusa Chrystusa zaspokaja potrzeby religijne mormonów, będących homoseksualistami, biseksualistami, osobami transgenderycznymi, bądź interseksualistami. Heteroseksualiści, akceptujący LGBT, również mogą być członkami Kościoła. Największą grupę członków Przywróconego Kościoła Jezusa Chrystusa stanowią byli członkowie Kościoła Jezusa Chrystusa Świętych w Dniach Ostatnich oraz Społeczności Chrystusa, wykluczeni ze swych wspólnot ze względu na orientację seksualną.

## Historia
Kościół został zorganizowany w 1985 r. przez byłego biskupa Kościoła Jezusa Chrystusa Świętych w Dniach Ostatnich, który został ekskomunikowany po tym, jak oświadczył, że stosunki seksualne między osobami tej samej płci nie są grzechem. Założony Kościół był od tej pory określany popularnie jako Gejowski Kościół Mormonów, bądź Liberalny Kościół Mormonów.
W początkach swego istnienia, nowy Kościół został nazwany przez biskupa Feliza Kościołem Jezusa Chrystusa Wszystkich Świętych w Dniach Ostatnich. Wkrótce jednak, Kościół Jezusa Chrystusa Świętych w Dniach Ostatnich wystosował oświadczenie do biskupa, że w przypadku, gdy nazwa Kościoła nie zostanie zmieniona, biskup Feliz zostanie pozwany do sądu o łamanie praw autorskich do nazwy. Wówczas nazwa Kościoła została zmieniona na obecną.
Wkrótce po zorganizowaniu nowego Kościoła, zgodnie z tradycją mormońską, biskup Antonio A. Feliz został ordynowany na stanowisko Prezydenta-Proroka Przywróconego Kościoła Jezusa Chrystusa. W maju 1987 r. prezydent Feliz zrezygnował ze stanowiska, a jego następcą został prezydent Robert A. McIntier.

## Pisma Święte
Przywrócony Kościół Jezusa Chrystusa włączył do swego kanonu świętych ksiąg Biblię, Księgę Mormona, Nauki i Przymierza (zarówno wydanie Kościoła Jezusa Chrystusa Świętych w Dniach Ostatnich, jak i Społeczności Chrystusa), Perłę Wielkiej Wartości oraz Ukryte Skarby i Obietnice, będące zbiorem objawień przekazanych współczesnym prezydentom Kościoła oraz innym liderom.

## Wierzenia i praktyki
W Przywróconym Kościele Jezusa Chrystusa praktykuje się wyświęcanie kobiet zarówno do kapłaństwa Aarona, jak i Melchisedeka (podobnie, jak w Społeczności Chrystusa). Niebiańska Matka (zgodnie z nauczaniem mormonów: żona Boga Ojca) została uznana za członkinię Bóstwa, równą Ojcu, Synowi i Duchowi Świętemu. Jest ona czczona w modlitwach (w imieniu Jezusa). Władza i upoważnienie kapłańskie w Przywróconym Kościele Jezusa Chrystusa jest postrzegane w podobny sposób, jak w Społeczności Chrystusa.
Obrzędy Przywróconego Kościoła Jezusa Chrystusa są oparte na praktykach Kościoła Jezusa Chrystusa Świętych w Dniach Ostatnich. Kościół przyjmuje chrzest za zmarłych, ceremonię obdarowania, a także małżeństwo na wieczność, z tym, że ślubów celestialnych udziela zarówno osobom przeciwnej, jak i tej samej płci.
W ostatnich latach funkcjonowania kościoła, działającego jedynie na terenie Stanów Zjednoczonych i zlikwidowanego ostatecznie w 2010, należało około 500 zapisanych osób, z czego ok. 50 było aktywnych.